# Erhard Brauny
Erhard Richard Brauny (ur. 17 października 1913 w Glauchau, zm. 16 czerwca 1950 w Landsberg am Lech) – zbrodniarz nazistowski, jeden z funkcjonariuszy SS pełniących służbę w niemieckich obozach koncentracyjnych i SS-Hauptscharführer.

## Życiorys
Z zawodu farbiarz. Członek Hitlerjugend od 1930 oraz NSDAP i SS od 1932 r. W 1937 rozpoczął służbę w obozie w Sachsenburgu, skąd w 1938 przeniesiono go do Buchenwaldu. Należał tu między innymi do tzw. Kommando 99, które zajmowało się egzekucjami radzieckich jeńców wojennych. W marcu 1943 przydzielono go do Dachau, skąd we wrześniu 1943 skierowano go do Mittelbau-Dora (do 1 października 1944 był to podobóz Buchenwaldu), gdzie pełnił służbę do początków kwietnia 1945. Początkowo, do listopada 1944, Brauny sprawował funkcję Rapportführera. Z kolei od 20 listopada 1944 do 4 kwietnia 1945 był komendantem podobozu KL Mittelbau-Dora – Rottlebrode. Kierował ewakuacją tego podobozu. Ponosi odpowiedzialność za masakrę ewakuowanych więźniów w Gardelegen. Miała ona miejsce 13 kwietnia 1945.
Podczas procesu załogi Mittelbau-Dora (US vs. Kurt Andrae i inni) przed amerykańskim Trybunałem Wojskowym w Dachau Brauny skazany został na dożywocie. Udowodniono mu udział w masakrze w Gardelegen, a także udział w egzekucjach w obozie Mittelbau-Dora i maltretowanie więźniów. Erhart Brauny zmarł z przyczyn naturalnych (bialaczka) w więzieniu Landsberg w 1950 r.